# LH 95

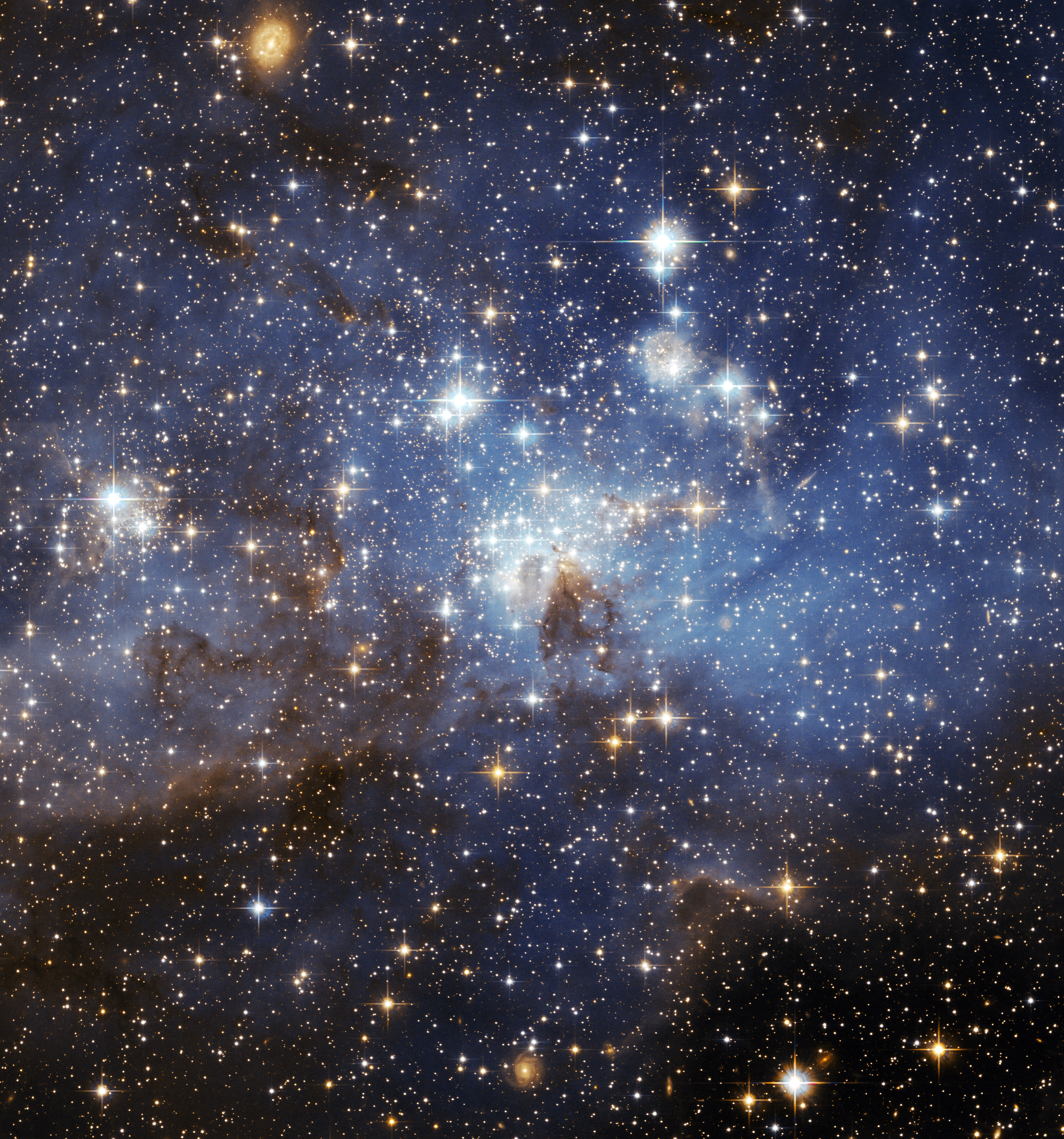
LH 95 stellar nursery in Large Magellanic Cloud. Credit: ناسا/وكالة الفضاء الأوروبية

LH 95 في علم الفلك منطقة صغيرة تتولد فيها نجوم جديدة (ولادة النجوم )، وهي توجد في سحابة ماجلان الكبرى في منطقة هيدروجين II تسمى LHA 120-N 64 تضيؤها نجوم منطقة LH 95 وتعطيها لونا أزرقا.
في السابق كانت تـُعرف في تلك المنطقة عدد قليل من النجوم . ولكن بواسطة تلسكوب هابل الفضائي , استطعنا رؤية نحو 2500 من النجوم الصغير تبلغ كتلة كل منها نحو 3و0 كتلة شمسية في مرحلة نجم قبل النسق الأساسي تعطينا معلومات عن نشأة النجوم .
تتيح دراسة تلك المنطقة التي تتوالد فيها نجوم جديدة الفرصة لدراسة مراحل ما قبل النسق الأساسي في تكوّن النجوم في منطقة خارج مجرة درب التبانة. تلك المنطقة LH 95 توجد في مجرة ماجلان الكبرى أي خارج مجرتنا ، ويريد العلماء مقارنة مشهاداتهم التي يعرفوها عن تكوّن النجوم في مجرتنا ومقارنتها بنشأة نجوم لا تزال صغيرة خارج مجرتنا. وتشير الدراسات التي توصل إليها العلماء أنه لا يوجد فرق بين تكون نجوم جديدة في مجرتنا وتكونها في المنطقة LH 95 .
.

## وصلات خارجية
- Large and small stars in harmonious coexistence
- The Hubble Heritage Project: LH 95
- Nemiroff، R.؛ Bonnell، J.، المحررون (12 مارس 2008). "Star Forming Region LH 95". صورة اليوم الفلكية. ناسا.

## اقرأ أيضا
- إن جي سي 2060
- إن جي سي 2070
- آر 136
- آر136 إيه1
- ثقب أسود
- إن جي سي 1982
- إن جي سي 604
- إن جي سي 1961
- إن جي سي 1502
- سديم الشبح